# ساخت آمریکا (فیلم ۱۹۹۳)
ساخت آمریکا (به انگلیسی: Made in America) فیلمی محصول سال ۱۹۹۳ و به کارگردانی ریچارد بنجامین است. در این فیلم بازیگرانی همچون ووپی گلدبرگ، تد دنسن، ویل اسمیت، نیا لانگ، جنیفر تیلی، پال رودریگز، پگی ری، کلاید کوساتسو و دیوید بووه ایفای نقش کرده‌اند.